# Air Florida

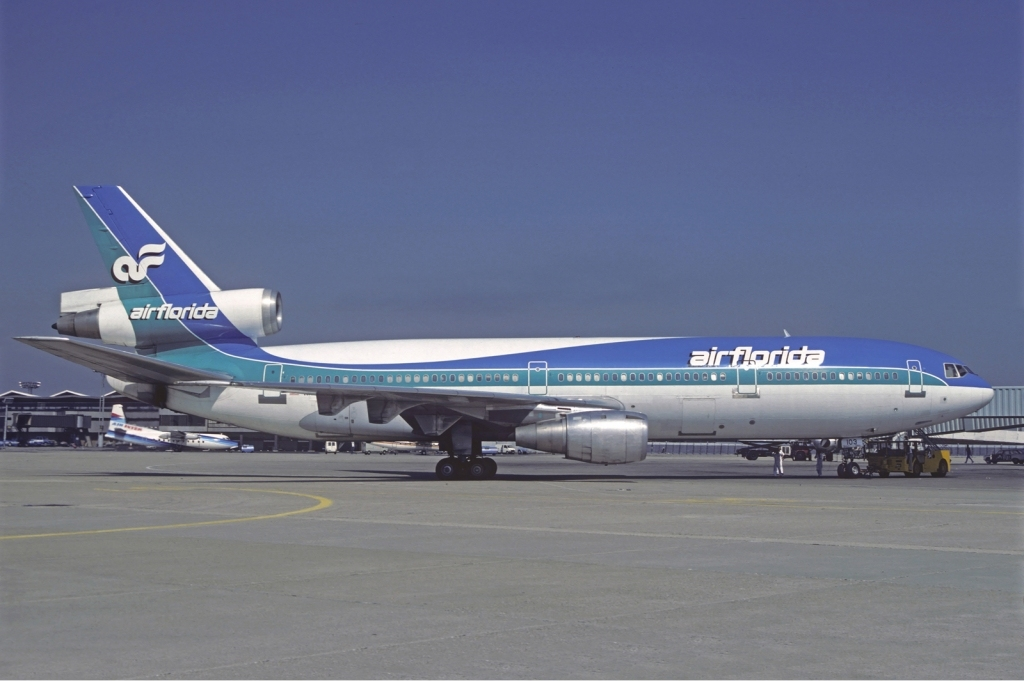
DC-10 van Air Florida in 1981

Air Florida was een Amerikaanse Lagekostenluchtvaartmaatschappij met hoofdkwartier in Miami (Florida), die vloog van 1972 tot 1984.

## Geschiedenis[1]
Air Florida werd opgericht in september 1971 door Eli Timor, een zakenman uit Miami, en Ted Griffin, een voormalig directeur van Eastern Airlines. Ze wilden goedkope vluchten aanbieden voor het groeiende toerisme naar de staat Florida.
Air Florida begon in september 1972 te vliegen met een Boeing 707 die geleased werd van PanAm. Kort nadien kwamen een aantal kleinere Lockheed L-188 Electra turboprops in dienst. De maatschappij bouwde een routenetwerk uit in de staat Florida en bood aan voordelige prijzen vluchten aan, waarvoor geen voorafgaande boeking nodig was.
In 1975 kocht Ed Acker, voormalig CEO van Braniff International Airways, de maatschappij. Dankzij de deregulering van 1978 kon hij het netwerk uitbreiden naar andere staten, in het bijzonder in het noordoosten van de Verenigde Staten. Air Florida begon ook met trans-Atlantische vluchten naar bestemmingen in Europa, met vier geleasede Douglas DC-10, en naar Centraal-Amerika en het Caraïbische gebied.
In 1978 nam Air Florida de Boeing 737 in dienst, die het belangrijkste type in de vloot zou uitmaken. In totaal vloog de maatschappij met 42 exemplaren van de 737. Omwille van de snelle groei (Air Florida verdubbelde haar trafiek en omzet in vijf jaar tussen 1977 en 1982) kocht de maatschappij in 1981 vijf nieuwe Boeing 727-200.
In 1980 vormde Air Florida een "feeder"-netwerk met de naam Air Florida Commuter. Dit was geen aparte luchtvaartmaatschappij maar de gemeenschappelijk naam waaronder diverse regionale maatschappijen vluchten uitvoerden van kleine vliegvelden in Florida naar de hub van Air Florida in Miami, met vliegtuigen die geschilderd waren in de kleuren van Air Florida en het opschrift "Air Florida Commuter" droegen.
Echter in 1981 leed Air Florida een verlies van 5,8 miljoen dollar, dat ze weet aan een prijzenoorlog met andere maatschappijen en ongunstige wisselkoersen van Europese munten, gekoppeld aan een binnenlandse recessie. In januari 1982 gebeurde dan de dodelijke crash van Air Florida-vlucht 90, die een flinke deuk aanbracht in de reputatie van de maatschappij. Later in dat jaar begon ze met een grote herstructurering om opnieuw winstgevend te worden. Er werden bestemmingen en vluchten geschrapt, vliegtuigen verkocht en meer dan 1.000 banen geschrapt. Begin 1984 werd ook het Air Florida Commuter-netwerk ontbonden. Dit alles bleek echter niet voldoende en in het midden van 1984 viel de maatschappij zonder liquide middelen en moest ze alle vluchten staken. Air Florida vroeg bescherming tegen haar schuldeisers onder de Amerikaanse "Chapter 11"-wetgeving. Een doorstart bleek echter niet mogelijk en in september 1984 werd de maatschappij definitief failliet verklaard. Midway Airlines uit Chicago kocht het grootste deel van de activa van Air Florida voor 53 miljoen dollar.

## Vloot
Air Florida vloog met:
- Boeing 707 (1972-1973)
- Lockheed L-188 Electra (1973-1977)
- Boeing 727-100 (1976-1977)
- Douglas DC-9-10 (1977-1981)
- Boeing 737-200 (1978-1984)
- Boeing 737-100 (1979-1982)
- Douglas DC-10-30 (1980-1984)
- Boeing 727-200 (1981-1982)
- BAC One-Eleven 400 (1983-1984)
- Douglas DC-8-62 (1983-1984)